# Big Spring (Teksas)
Big Spring – miasto w Stanach Zjednoczonych, w stanie Teksas, w hrabstwie Howard. W 2000 roku liczyło 25 233 mieszkańców.